# برايان بالغريف
برايان بالغريف (بالإنجليزية: Brian Palgrave)‏ (12 يوليو 1966 ببرمنغهام في المملكة المتحدة - ) هو لاعب كرة قدم بريطاني في مركز الهجوم. لعب مع بورت فايل ونادي والسول وستافورد رينجرز ونونيتون بورو ‏.